# فرانک گانتسرا
فرانک گانتسرا (به آلمانی: Frank Ganzera) بازیکن فوتبال و مدافع اهل آلمان شرقی بود که از سال ۱۹۶۹ میلادی عضو تیم ملی فوتبال آلمان شرقی بوده‌است. وی در ۱۳ بازی ملی حضور داشته و در بازی‌های ملی‌اش گلی به ثمر نرساند. فرانک گانتسرا آخرین بازی ملی خود را در سال ۱۹۷۳ میلادی انجام داد.